# Seznam ministrů zeměbrany Předlitavska
Toto je seznam ministrů zeměbrany Předlitavska (fakticky ministr obrany Předlitavska, se zodpovědností za zvláštní předlitavské ozbrojené síly – zeměbranu), který obsahuje chronologický přehled všech členů vlád Předlitavska působících v čele tohoto úřadu (včetně správců, tedy osob provizorně pověřených řízením ministerstva) po celé období existence tohoto státního útvaru, tedy od rakousko-uherského vyrovnání roku 1867 (respektive od ustavení tohoto rezortu koncem prosince 1867) až do zániku Rakouska-Uherska v roce 1918.
Šlo o jiné portfolio než zastávali ministři války Rakouska-Uherska, kteří zodpovídali za společné ozbrojené síly obou částí habsburského soustátí. 

## Ministři zeměbrany Předlitavska 1867–1918
| #  | Jméno                     | Fotografie | Strana | Vláda | Funkční období                       | Poznámky                |
| -- | ------------------------- | ---------- | ------ | --- | ------------------------------------ | ----------------------- |
| 1  | Eduard Taaffe             |            |        | vláda Karla von Auersperga | 30. prosince 1867 – 1. února 1870    | Správce.                |
| 2  | Johann von Wagner         |            |        | vláda Leopolda Hasnera | 1. února 1870 – 12. dubna 1870       |                         |
| 3  | Eduard Taaffe             |            |        | vláda Alfreda von Potockého | 13. dubna 1870 – 5. května 1870      | Správce.                |
| 4  | Victor Widmann-Sedlnitzky |            |        | vláda Alfreda von Potockého | 5. května 1870 – 28. června 1870     |                         |
| 5  | Alfred Potocki            |            |        | vláda Alfreda von Potockého | 28. června 1870 – 4. února 1871      | Správce.                |
| 6  | Heinrich von Scholl       |            |        | vláda Karla von Hohenwarta vláda Ludwiga von Holzgethana | 5. února 1871 – 22. listopadu 1871   |                         |
| 7  | Julius von Horst          |            |        | vláda Adolfa von Auersperga vláda Karla von Stremayra vláda Eduarda Taaffeho | 26. listopadu 1871 – 26. června 1880 | Do 21. 4. 1873 správce. |
| 8  | Zeno Welsersheimb         |            |        | vláda Eduarda Taaffeho vláda Alfreda Windischgrätze vláda Ericha Kielmansegga vláda Kazimíra Badeniho první vláda Paula Gautsche vláda Franze Thuna vláda Manfreda Clary-Aldringena první vláda Ernesta von Koerbera druhá vláda Paula Gautsche | 26. června 1880 – 9. dubna 1905      |                         |
| 9  | Franz von Schönaich       |            |        | druhá vláda Paula Gautsche vláda Konrada Hohenloheho vláda Maxe Becka | 9. dubna 1905 – 24. října 1906       |                         |
| 10 | Julius von Latscher       |            |        | vláda Maxe Becka | 24. října 1906 – 12. ledna 1907      |                         |
| 11 | Friedrich von Georgi      |            |        | vláda Maxe Becka vláda Richarda Bienertha třetí vláda Paula Gautsche vláda Karla Stürgkha druhá vláda Ernesta von Koerbera vláda Heinricha Clam-Martinice                                                                                       | 12. ledna 1907 – 22. června 1917     |                         |
| 12 | Karl von Czapp            |            |        | vláda Ernsta Seidlera vláda Maxe Hussarka | 23. června 1917 – 25. října 1918     |                         |
| 13 | Friedrich von Lehne       |            |        | vláda Heinricha Lammasche | 25. října 1918 – 30. října 1918      | Správce.                |

* Poznámka: V pramenech a databázích mírně kolísá přesná datace počátku a konce funkčního období jednotlivých vlád. Zde všechny údaje dle publikace kol. aut.: Československé dějiny v datech, Praha 1987.